# Systemische Supervision
Die Systemische Supervision ist ein Verfahren der Beobachtung und Reflexion beruflicher Praxis zur Perspektiverweiterung, zur Vergrößerung von (Handlungs-)Möglichkeiten und zur Entwicklung von Lösungen für Aufgaben- oder Problemstellungen. Systemische Supervision findet ihre Grundlage in der soziologischen Systemtheorie. Sie kann bei Einzelpersonen, Gruppen, Teams und Organisationen angewendet werden.

## Nähere begriffliche Eingrenzungen
Systemtheoretisches Denken geht mit Supervision konform, denn es ist ein Denken in Zusammenhängen, das die Komplexität des Gegenstandes der Supervision berücksichtigt. Vor dem Hintergrund einer ausdifferenzierten und komplexen Theorie der Organisation als soziales System betrachtet systemische Supervision individuelles berufliches Handeln im Kontext eines größeren Systems. Nach den Prinzipien systemischen Denkens wird mit Komplexität nicht in linearen Kausalitätszusammenhängen umgegangen, sondern in rekursiven Prozessen von Kommunikation, Emotion und Kognition Erkenntnis auf Grundlage von Hypothesenbildung gewonnen. Hierbei stehen Nützlichkeit und Viabilität im Vordergrund.
Grundlage des Verstehens von sozialen und/oder lebendigen Systemen ist der Konstruktivismus, die Kybernetik zweiter Ordnung, die Theorie der Autopoiese, die Theorie sozialer Systeme, die Konzepte der systemischen Therapie und Konzepte der systemischen oder komplementären Organisationsberatung. Eine der Schlüsselhypothesen lautet „Wirklichkeit wird durch Beobachtung von Beobachtern geschaffen, hergestellt oder konstruiert.“
Der Begriff ist weder als Gattungsbegriff der Methodik noch in einem Zusammenhang mit einer Anwendung international genormt oder anderweitig industriell standardisiert. Jede Anwendung bedarf daher der speziellen Vereinbarung der beteiligten Parteien, beispielsweise in einer Betriebsvereinbarung oder in einem Dienstvertrag.

## Merkmale
Als handlungsleitende Grundbegriffe einer systemischen Sichtweise seien hier genannt:
- System, Umwelt, relevante Umwelten
- Kontextbezug, Kontextsensibilität
- Zirkularität, Zirkuläre Verknüpfungen, Wechselwirkungszusammenhänge von System und Umwelt
- Kommunikation, (strukturelle) Koppelung, Rückkoppelung, offene und operational geschlossene Systeme
- Komplexität und Vernetzung („Ganzheitlichkeit“), relationales Denken
- Konstruktivismus
- Schaffen und Nützen von Unterscheidungen, Integration von Widersprüchen
- Autonomie, Selbstorganisation (autopoietisch oder selbstreferenzielle Operation), Selbststeuerung, Eigenverantwortung
- Triviale / Nichttriviale Systeme  –  Organisationen sind lebendige Systeme
- Holistisches Weltbild
- Expertise des Nicht-Wissens, Neugier, Fragen, Reflexion, Hypothesenbildung
- Allparteilichkeit

Die systemische Supervision fokussiert u. a. Fragestellungen nach
- der Unterscheidung „Innen - Außen“: wer gehört dazu und wer nicht, wer sind „wir“ und wer sind die „Anderen“?
- Konstruktion von Unterschieden u. a. zwischen Beziehungen, Verhalten, Handlungen, Ideen, Zeitebenen, Aufgaben
- Stabilität und Bewegung: was soll sich verändern, was soll bleiben, wie viel Bewegung verträgt das System, wie viel Stabilität braucht es?
- Synchronisieren und Desynchronisieren: was kann oder muss zentralisiert/dezentralisiert werden, worin braucht es Übereinstimmung, worin Diversität?
- Relationen und Beziehungen, „Spiel und Spieler“  bzw. „Aktionen und Akteure“: welche Aktionen (Prozesse, Abläufe, Handlungen) sind erforderlich, wer vollbringt diese (Akteure), wie geschieht dies, wie sind die Aktionen miteinander gekoppelt (z. B. Prozess-Ketten), wie sind die einzelnen Akteure miteinander gekoppelt (z. B. Kunden-Lieferanten-Beziehungen, Kooperationen, Kommunikationen), wie sind Aktionen und Akteure gekoppelt? Wie fest oder lose können / müssen diese Koppelungen sein?
- Viabilität und Wahlmöglichkeit: was ist nützlich, brauchbar, hilfreich? (als Bewertungskriterien)
- Lösungen, Visionen und Ressourcen: was hat bisher gut funktioniert, wie ist es gelungen dies zu erreichen, welche Ressourcen stehen zur Verfügung, was ist geschehen wenn das Ziel erreicht ist?

## Methoden
Systemische Supervision bedient sich der methodischen Herangehensweise u. a. der Hypothesenbildung, der Umdeutung, des zirkulären Fragens, des Reflecting Teams, der Exploration mittels Skulpturen, Bildern oder Metaphern. Sie nutzt bezieht Visionen, Zukunftsszenarien, Wünsche oder in der Vergangenheit gelungene Lösungen mit ein. Systemische Supervision findet statt mit Einzelpersonen, mit Gruppen und Teams. Die zeitlichen Rahmenbedingungen variieren je nach Anliegen und Ziel.